# Nuoto ai campionati europei di nuoto 2022 - 50 metri rana femminili
La gara dei 50 metri rana femminili dei campionati europei di nuoto 2022 si è svolta il 16 e il 17 agosto 2022. Al mattino del 16 agosto si sono svolte le batterie e nel pomeriggio le semifinali, mentre la finale si è disputata nel pomeriggio del 17 agosto.

## Podio
| Pos.    | Atleta           | Nazione     |
| ------- | ---------------- | ----------- |
| Oro     | Rūta Meilutytė   | Lituania    |
| Argento | Benedetta Pilato | Italia      |
| Bronzo  | Imogen Clark     | Regno Unito |

## Record
Prima della manifestazione il record del mondo (RM), il record europeo (EU) e il record dei campionati (RC) erano i seguenti.
|  | 29"30 | Benedetta Pilato | 22 maggio 2021 Budapest |
|  | 29"30 | Benedetta Pilato | 22 maggio 2021 Budapest |
|  | 29"30 | Benedetta Pilato | 22 maggio 2021 Budapest |

Durante la competizione non sono stati migliorati record.

## Risultati

### Batterie
| Pos. | Batteria | Corsia | Atleta               | Nazionalità | Tempo       | Note |
| ---- | -------- | ------ | -------------------- | ----------- | ----------- | ---- |
| 1    | 2        | 4      | Arianna Castiglioni  | Italia      | 29"91       | Q    |
| 2    | 4        | 4      | Benedetta Pilato     | Italia      | 29"93       | Q    |
| 3    | 3        | 4      | Rūta Meilutytė       | Lituania    | 30"12       | Q    |
| 4    | 4        | 5      | Imogen Clark         | Regno Unito | 30"18       | Q    |
| 5    | 3        | 3      | Veera Kivirinta      | Finlandia   | 30"34       | Q    |
| 6    | 2        | 3      | Lisa Angiolini       | Italia      | 30"62       |      |
| 7    | 3        | 5      | Sophie Hansson       | Svezia      | 30"80       | Q    |
| 8    | 2        | 5      | Martina Carraro      | Italia      | 30"90       |      |
| 9    | 4        | 3      | Florine Gaspard      | Belgio      | 30"94       | Q    |
| 10   | 2        | 6      | Ana Rodrigues        | Portogallo  | 31"04       | Q    |
| 10   | 4        | 6      | Kotryna Teterevkova  | Lituania    | 31"04       | Q    |
| 12   | 2        | 2      | Louise Palmans       | Paesi Bassi | 31"37       | Q    |
| 13   | 3        | 1      | Mona McSharry        | Irlanda     | 31"41       | Q    |
| 14   | 4        | 2      | Klara Thormalm       | Svezia      | 31"43       | Q    |
| 15   | 3        | 2      | Kara Hanlon          | Regno Unito | 31"60       | Q    |
| 16   | 4        | 7      | Lisa Mamié           | Svizzera    | 31"72       | Q    |
| 17   | 2        | 7      | Dominika Sztandera   | Polonia     | 31"74       | Q    |
| 18   | 3        | 6      | Maria Drasidou       | Grecia      | 31"77       | Q    |
| 19   | 3        | 0      | Andrea Podmaníková   | Slovacchia  | 31"86       |      |
| 20   | 3        | 8      | Laura Lahtinen       | Finlandia   | 31"93       |      |
| 21   | 4        | 9      | Maria Romanjuk       | Estonia     | 31"94       |      |
| 22   | 3        | 7      | Jessica Vall         | Spagna      | 32"07       |      |
| 23   | 4        | 8      | Kamila Isayeva       | Ucraina     | 32"08       |      |
| 24   | 2        | 8      | Meri Mataja          | Croazia     | 32"22       |      |
| 25   | 2        | 1      | Nele Schulze         | Germania    | 32"28       |      |
| 26   | 2        | 0      | Cecilia Viberg       | Svezia      | 32"30       |      |
| 27   | 4        | 0      | Julia Månsson        | Svezia      | 32"54       |      |
| 28   | 1        | 5      | Nina Stanisavljević  | Serbia      | 32"79       |      |
| 29   | 4        | 1      | Jenna Laukkanen      | Finlandia   | 32"82       |      |
| 30   | 1        | 3      | Eleni Kontogeorgou   | Grecia      | 33"22       |      |
| 31   | 1        | 4      | Martta Ruuska        | Finlandia   | 33"54       |      |
| 32   | 1        | 7      | Varsenik Manucharyan | Armenia     | 34"23       |      |
| 33   | 1        | 2      | Amy Micallef         | Malta       | 35"55       |      |
| DNS  | 1        | 6      | Defne Coşkun         | Turchia     | Non partita |      |
| DNS  | 2        | 9      | Thea Blomsterberg    | Danimarca   | Non partita |      |
| DNS  | 3        | 9      | Niamh Coyne          | Irlanda     | Non partita |      |

### Semifinali

#### Semifinale 1
| Pos. | Corsia | Atleta              | Nazionalità | Tempo | Note |
| ---- | ------ | ------------------- | ----------- | ----- | ---- |
| 1    | 4      | Benedetta Pilato    | Italia      | 29"85 | Q    |
| 2    | 5      | Imogen Clark        | Regno Unito | 30"10 | Q    |
| 3    | 3      | Sophie Hansson      | Svezia      | 31"05 | Q    |
| 4    | 6      | Kotryna Teterevkova | Lituania    | 31"07 |      |
| 5    | 7      | Klara Thormalm      | Svezia      | 31"38 |      |
| 6    | 8      | Maria Drasidou      | Grecia      | 31"57 |      |
| 7    | 2      | Louise Palmans      | Paesi Bassi | 31"62 |      |
| 8    | 1      | Lisa Mamié          | Svizzera    | 31"69 |      |

#### Semifinale 2
| Pos. | Corsia | Atleta              | Nazionalità | Tempo | Note |
| ---- | ------ | ------------------- | ----------- | ----- | ---- |
| 1    | 5      | Rūta Meilutytė      | Lituania    | 29"44 | Q    |
| 2    | 4      | Arianna Castiglioni | Italia      | 30"27 | Q    |
| 3    | 3      | Veera Kivirinta     | Finlandia   | 30"77 | Q    |
| 4    | 6      | Florine Gaspard     | Belgio      | 30"86 | Q    |
| 5    | 7      | Mona McSharry       | Irlanda     | 30"90 | Q    |
| 6    | 1      | Kara Hanlon         | Regno Unito | 31"32 |      |
| 7    | 2      | Ana Rodrigues       | Portogallo  | 31"33 |      |
| 8    | 8      | Dominika Sztandera  | Polonia     | 31"35 |      |

### Finale
| Pos. | Corsia | Atleta              | Nazionalità | Tempo | Note |
| ---- | ------ | ------------------- | ----------- | ----- | ---- |
|      | 4      | Rūta Meilutytė      | Lituania    | 29"59 |      |
|      | 5      | Benedetta Pilato    | Italia      | 29"71 |      |
|      | 3      | Imogen Clark        | Regno Unito | 30"31 |      |
| 4    | 6      | Arianna Castiglioni | Italia      | 30"43 |      |
| 5    | 2      | Veera Kivirinta     | Finlandia   | 30"86 |      |
| 6    | 8      | Sophie Hansson      | Svezia      | 31"02 |      |
| 7    | 1      | Mona McSharry       | Irlanda     | 31"15 |      |
| 8    | 7      | Florine Gaspard     | Belgio      | 31"46 |      |